# Bataille d'Al-Anbar
Pour l’article homonyme, voir Bataille de Al-Anbar.
Seconde guerre civile irakienne
La bataille d'Al-Anbar est la première et la plus longue bataille de la seconde guerre civile irakienne. Les combats, étalés sur plusieurs périodes, commencent le 30 décembre 2013 par une insurrection de tribus sunnites contre le gouvernement. Les forces de l'État islamique (EIIL) interviennent également. Le 4 janvier 2014, Falloujah tombe aux mains des rebelles. Les combats s'étendent également à Ramadi et ses environs. Le 17 mai 2015, après plus d'un an de combats, Ramadi est à son tour conquise par les djihadistes. Les escarmouches se poursuivent à l'automne 2015, avant que Ramadi et Falloujah ne soient finalement reprises par l'armée irakienne en 2016.

## Contexte
La ville de Falloujah a été durement bombardée durant la guerre du Golfe (1991) et la guerre d'Irak (2003-2011). Elle a notamment été assiégée deux fois par les forces américaines en 2004 (voir bataille de Falloujah). L'invasion américaine de 2003 et la guerre qui a suivi ont complètement détruit le système politique et la cohésion sociale à l'intérieur de la ville. Les bombardements ont laissé une pollution (uranium appauvri, plomb, mercure) qui provoque de graves conséquences sanitaires dans la population. Pour les chercheurs, cela semble donc normal qu'une structure comme l'État islamique s'empare aisément de la ville.
De nouveaux troubles éclatent en décembre 2012, après l'arrestation de 120 gardes du corps de Rafa Al-Issaoui, ministre sunnite des finances. Ce dernier trouve refuge à Falloujah. Des milliers de sunnites manifestent (en) alors et se rassemblent sur un axe du carrefour routier reliant Falloujah à Bagdad. Un camp est établi, surnommé « place de la Dignité » par les manifestants qui réclament la libération des plusieurs milliers de prisonniers sunnites, l'égalité des droits et l'emploi. Le mouvement reçoit le soutien de chefs de tribus et de religieux chiites, et notamment de Moqtada al-Sadr. Cependant lorsque le premier ministre Nouri al-Maliki tente d'engager des réformes, celles-ci sont bloquées par d'autres députés chiites.
Les protestataires rassemblés dans le camp viennent cependant de différents mouvements politiques, les témoins observent la présence de drapeaux irakiens de l'époque de Saddam Hussein, d'autres d'après l'invasion, le drapeau syrien de l'Armée syrienne libre, mais aussi le drapeau noir des salafistes sont également relevés.
Malgré des heurts avec la police, les manifestations sont globalement pacifiques. Mais le 23 avril 2013, les forces de l'ordre lancent un assaut contre un campement de manifestants (en) non loin de Hawija, près de Tikrit, qui fait plus de 240 morts. Deux ministres sunnites — Mohammed Ali Tamim (ar) (Éducation) et Abdel Karim al-Samarraï (Sciences et Technologies) — démissionnent alors en guise de protestation.
La violence resurgit en décembre. Le 21 décembre 2013 quatre policiers sont tués par des insurgés à Falloujah. Le 28, le député sunnite Ahmed al-Alwani (ar) est arrêté à Ramadi. Son frère et six ou cinq de ses gardes du corps sont tués au cours de l'arrestation,.

## Déroulement

### Insurrection des tribus sunnites (fin décembre 2013)
Les affrontements éclatent le 30 décembre 2013, lors du démantèlement du camp des protestataires que le gouvernement accuse d'être des partisans d'Al Qaida. Les protestataires, sunnites, reprochent de leur côté au premier ministre Nouri al-Maliki, chiite, la mise à l'écart de leur communauté. Les combats débutent à Ramadi et se portent rapidement jusqu'à Falloujah,,.
Pour protester contre les violences gouvernementales, l'érudit sunnite Abdoul Malik al Saadi (ar) appelle les ministres et députés sunnites à démissionner, ce que 44 d'entre eux font immédiatement.
Des milliers de sunnites se soulèvent, plusieurs tribus se fédèrent en un groupe et prennent le nom de « Révolutionnaires tribaux ». Cependant le gouvernement irakien souligne surtout la présence de l'EIIL et les Révolutionnaires tribaux d'Anbar sont amalgamés à des « terroristes » et à des « djihadistes ».

### Prise de Falloujah et attaque de Ramadi par les insurgés
Il est un temps envisagé par le gouvernement irakien de retirer l'armée pour apaiser la situation, mais finalement sur ordre du premier ministre, les forces armées irakiennes reçoivent des renforts et interviennent pour tenter de reprendre le contrôle de la situation. Cependant, la progression des soldats est freinée par des tireurs embusqués postés sur les toits et les minarets,,.
Le 2 janvier 2014, les Révolutionnaires tribaux et les hommes de l'EIIL prennent le contrôle de plusieurs secteurs de Ramadi et Falloujah.
Le matin du 4 janvier, les services de sécurité irakiens annoncent que la ville de Falloujah est passée sous le contrôle total des djihadistes de l'État islamique en Irak et au Levant. L'armée affirme cependant toujours tenir les abords de la ville. Environ 1 000 combattants insurgés y seraient présents.
Dans la journée du 4 janvier, l'armée irakienne lance deux opérations contre les rebelles. La première près de Ramadi, la seconde à Garma, non loin de Falloujah. À la fin de la journée les forces de sécurité irakiennes (en) et le général Ali Ghaidan Majid, commandant des forces terrestres irakiennes, déclarent que 55 insurgés, huit soldats et au moins deux miliciens ont été tués lors des combats. La ville de Ramadi reste tenue par les forces gouvernementales mais les djihadistes restent présents dans les quartiers de Malab, Adel et Bakr,,,.
Le 5 janvier, le gouvernement irakien annonce l'imminence d'une contre-offensive pour reprendre Falloujah et Ramadi.
11 combattants venus d'Afghanistan et de plusieurs pays arabes sont également tués sur l'autoroute entre Bagdad et Falloujah selon le général Ali Ghaidan Majid.

### Poursuites des combats dans les environs de Falloujah et Ramadi (de janvier à juin 2014)
Les forces irakiennes encerclent Falloujah, à la date du 10 janvier, elles sont fortes de 20 000 hommes. Cependant le gouvernement hésite à lancer une offensive qui risque d'être très meurtrière, tant pour les militaires que pour les civils, et d'accroître irrémédiablement les tensions entre Chiites et Sunnites. Aussi le 6 janvier, le premier ministre Nouri al-Maliki demande aux habitants de Falloujah de chasser de la ville les combattants djihadistes de l'EIIL.
Dans la matinée du 8 janvier, des combats ont lieu pendant une heure à Falloujah dans les quartiers d'al-Askari au nord-est et d'Al-Chouhada à l'ouest. L'aviation effectue également quelques bombardements. À cette date, 13 000 familles ont quitté Falloujah. Cependant les insurgés autorisent la police de circulation à revenir en ville. Selon le cheikh Ali al-Hammad, la ville est entièrement contrôlée par les Révolutionnaires tribaux et les forces de l'EIIL ne sont plus présentes à Falloujah,,.
Le même jour, l'armée attaque également les rebelles à Khaldiyah, près de Ramadi. À Ramadi, deux miliciens sont tués et quatre autres blessés par un kamikaze.
Le 9 janvier, les militaires irakiens, soutenus par des chars et des hélicoptères lancent une offensive à Al-Boulali, située entre Falloujah et Ramadi. Dans la soirée, à Ramadi, trois policiers sont tués et six blessés par un attentat kamikaze à la voiture piégée.
Le même jour, le gouvernement et les rebelles engagent des pourparlers. L'armée s'engage à ne pas lancer d'assaut sur Falloujah tant que dureront les négociations.
Le 14, près de Falloujah, un kamikaze conduisant un camion-citerne rempli d'explosifs se fait sauter sous un pont autoroutier sur lequel se trouvaient deux blindés. Un des blindés est détruit par l'effondrement du pont, le second est assailli par des rebelles, puis également détruit. Le même jour, le poste de police de Saqlawiya est attaqué par plusieurs dizaines d'hommes, les policiers se rendent. Par la suite, des hélicoptères interviennent pour tenter de repousser les insurgés. À Garma, selon des médecins, quatre personnes sont tuées et six blessés par des tirs de mortiers.
Le 16 janvier, 3 000 soldats irakiens appuyés par des chars lancent un assaut sur un camp rebelle à Al-Boubali, située entre Falloujah et Ramadi. Les pertes ne sont pas connues, mais l'armée affirme vouloir récupérer les corps de huit soldats, tués les jours précédents. Des combats ont également lieu pendant la nuit à Falloujah, au moins deux personnes sont tuées par des tirs de mortiers,.
Le 19 janvier, Abou Bakr al-Baghdadi appelle les insurgés à progresser vers Bagdad. Le 21, l'aviation irakienne bombarde les positions insurgées, 50 rebelles sont tués selon le ministère de la Défense (en), 13 autres sont tués le même jour lors d'échanges de tirs selon l'armée irakienne. Au moins huit autres personnes sont tuées le 22 selon des médecins.
Le 24 janvier, le gouvernement irakien déclare que 140 000 habitants ont fui les combats, dont 65 000 dans la dernière semaine. Ce jour-là, des bombardements dans le quartier de Nazal, au sud de Falloujah, font huit morts, dont un enfant, et sept blessés. Le 25, l'armée irakienne affirme avoir tué 20 insurgés à Albou Faraj, près de Ramadi. Le 26, une femme et ses trois enfants sont tués par une explosion. Le même jour, près de Falloujah, les combattants de l'EIIL attaquent un poste de l'armée irakienne et capturent cinq à 22 soldats irakiens selon les témoignages, ils s'emparent également de 6 véhicules Humvee, dont trois sont incendiés. Le même jour, la police irakienne abandonne les commissariats de Al-Boubali et Albou-Obeid, situés entre Falloujah et Ramadi, qui sont pris par les insurgés.
Le 1er février, l'armée irakienne lance une offensive à Ramadi et au nord de Falloujah, selon Ahmed Abou-Risha, elle a tué 35 rebelles dans la première ville et au moins 15 le sont près de la seconde, selon le Ministère de la Défense. Le 3, l'armée irakienne affirme avoir repris plusieurs quartiers de Ramadi et selon elle, 57 rebelles ont été tués à Al-Anbar, la plupart dans la banlieue de Ramadi. Falloujah de son côté, est la cible de raids aériens,,.
Le 8 février, des rebelles attaquent un avant-poste de l'armée au nord de Falloujah, mais ils sont repoussés à la suite de l'intervention d'hélicoptères de combat qui tuent neuf insurgés.
Le même jour, Ahmed al-Dulaimi gouverneur de la province d'Al-Anbar lance un ultimatum et donne une semaine aux insurgés pour mettre bas les armes. En échange il leur propose une amnistie, il excepte cependant les djihadistes de l'EIIL.
Le 11 février, le Haut commissariat des réfugiés des Nations unies déclare que 300 000 personnes ont été déplacés en raison des combats autour de Ramadi et Falloujah.
Le 16 février, en visite à Ramadi, le premier ministre Nouri al-Maliki déclare que la stratégie des forces de l'ordre est d'isoler Falloujah et d'attendre que les insurgés n'aient plus de munitions.
Au cours du mois de mars, la ville de Ramadi est presque complètement reprise par les forces gouvernementales.
Des affrontements éclatent à Falloujah, dans la nuit du 18 au 19 mars. Les combats ont lieu dans les quartiers du nord, de l'est et du sud de la ville, faisant 15 morts et 40 blessés, selon un médecin de la ville.
Le 23 mars, à al-Sejar (ar), au nord de Falloujah, un affrontement oppose un commando de l'armée irakienne aux insurgés. Le même jour, la zone industrielle de Falloujah est visée par des tirs d'artillerie. Selon un membre de la police provinciale, 33 rebelles sont tués par le commando tandis que les pilonnages ont fait trois morts et deux blessés chez les insurgés.
Le 1er avril, un commando irakien tue 12 insurgés dans la ville d'al-Garma, à l'est de Falloujah, selon une source policière anonyme de l'agence Xinhua.
Le 5 avril, à Garma, près de Falloujah, une bombe explose dans une maison que des soldats étaient en train de fouiller, puis d'autres soldats envoyés en renfort sont pris sous le feu des insurgés. Selon les autorités irakienne, l'explosion et l'affrontement qui a suivi ont fait 15 morts et 24 blessés dans les rangs des militaires.
Le 7 avril, selon le général Saad Maan (en), porte-parole du ministère de l'Intérieur (en), 19 insurgés sont tués par l'armée et la police au sud de Bagdad et dans les environs de Ramadi et Falloujah.
Le 18 avril, l'armée irakienne prend d'assaut la localité d'al-Hamira, au sud de Ramadi. D'après des responsables de l'armée et de la police, deux soldats et 21 insurgés sont tués lors de l'affrontement.
Le 21 avril, un affrontements dans la province d'al-Anbar fait neuf mort et sept blessés du côté des rebelles selon les déclarations d'un policier à l'agence Xinhua.
Le 2 mai, l'aviation irakienne commence à larguer des bombes barils sur Falloujah et ses alentours, selon un responsable des forces de sécurité cité par Human Rights Watch (HRW). En moyenne, « entre 8 et 10 barils » sont largués « chaque jour » sur Falloujah durant la première quinzaine de mai, selon un habitant cité par la même source. D'après le responsable des forces de sécurité susmentionné, ces largages tuent une quarantaine de personnes. 
D'après lui, ces largages sont à l'origine d'une quarantaine de décès entre le 3 et le 15 mai.
Le 4 mai, à l'est de Falloujah, un poste de l'armée irakienne est attaqué par des rebelles suspectés d'être liés à l'EIIL. L'attaque est repoussée et sept rebelles sont tués selon une source policière de l'agence Xinhua.
Le matin du 6 mai, un barrage de l'armée est attaqué à Al-Amriyah, au sud de Falloujah. D'après un médecin, trois enfants et une femme ont été tués et 15 personnes blessées lors des combats.
Le 16 mai, le ministère irakien de la Défense affirme qu'au moins 80 insurgés sont tués lors d'opérations dans la province d'Al-Anbar.
Le 1er juin, des combats et des bombardements au nord et au sud de Falloujah font au moins 22 morts et 36 blessés selon Ahmed Shami, médecin du principal hôpital de la ville.

### Avancée de l'État islamique (de juin à novembre 2014)
Le 21 juin, l'EIIL entre dans les villes d'Al-Qaïm, Rawa et Aana, dont la perte est officialisée le lendemain par le général Qassem Atta (ar), qui évoque un retrait tactique. 
Le 22 juin, les funérailles du général de brigade Abdul-Majid al-Fahdawi, tué la veille à la bataille d'Al-Qaim, ont lieu près de Ramadi. Mais un kamikaze se fait exploser dans le hall où se déroule la cérémonie, peu après une voiture piégée explose au milieu de la foule fuyant la première attaque. Huit personnes sont tuées et 13 blessées dans ces deux explosions.
Le 29 juin, des combats ont lieu dans les provinces d'Al-Anbar et de Babil, neuf soldats, 11 policiers et 53 insurgés sont tués selon une source militaire de l'AFP. 22 militaires et policiers sont également blessés,.
Le 15 août, après la démission de Nouri al-Maliki, les chefs des tribus sunnites rebelles de la province d'Anbar se déclarent prêts à coopérer sous conditions avec son successeur Haïder al-Abadi. Le même jour, une alliance de 20 tribus sunnites se forme et entre en guerre contre l'État islamique,. Le 13 septembre, al-Abadi affirme avoir « ordonné à la force aérienne irakienne de cesser les bombardements des zones civiles, même dans les villes contrôlées par l'EIIL ». Al-Abadi précise que l'ordre a été donné l'avant-veille. Or, ce jour-là un largage de 14 barils d'explosifs a tué 22 civils à Falloujah, selon une source hospitalière sur place.
Le 17 septembre, les forces irakiennes, soutenues par des combattants tribaux, lancent des opérations contre l'EI à Ramadi, Falloujah et Haditha. À Barouana, au sud de Haditha, l'armée repousse une attaque des djihadistes.
Le 21 septembre, les djihadistes prennent d'assaut le camp de Saqlawiya, près de Falloujah. 400 à 600 soldats irakiens sont tués ou faits prisonniers.
Le 24, les djihadistes assiègent également le camp d'Albou Etha, au sud de Ramadi, défendu par 200 hommes. L'armée irakienne lance une contre-offensive et le 26, elle affirme avoir repris le contrôle d'al-Sejar et d'Albou Etha,.
Le 25 septembre, deux Rafale français en mission de reconnaissance traitent une « cible d'opportunité », une zone de hangars dans le secteur de Falloujah
La nuit du 27 au 28 septembre, les djihadistes lancent une offensive sur Amriyat al-Fallouja, entre Bagdad et Kerbala. L'attaque est repoussée après cinq heures de combat par l'armée irakienne soutenue par les forces aériennes de la Coalition. Selon une source gouvernementale, Moullah Jassem Mohammad Hamad, chef de l'État islamique à Falloujah, aurait été tué.
Le 2 octobre, les djihadistes attaquent deux bases de la police et de l'armée irakiennes, mais ils sont repoussés. Les combats font 17 morts du côté des forces de sécurité, 40 chez les rebelles. Le même jour, les djihadistes de l'EI s'emparent de la ville de Hit, où ils exécutent par balles six soldats faits prisonniers. Le 14, l'armée irakienne abandonne un camp près de Hit, l'EI contrôle alors 85 % de la province.
Le 22 octobre, une attaque de l'EI est repoussée par les blindés de l'armée irakienne à Amriyat al-Fallouja.
Le 29 octobre, près de Hit, les hommes de l'État islamique exécutent 46 prisonniers de la tribu Albounimer qui avait pris les armes contre les djihadistes. D'autres massacres contre la même tribu commis dans les dix derniers jours d'octobre font 200 à 258 morts,. Au total, à la fin du mois d'octobre, les djihadistes exécutent entre 300 et 400 membres de la tribu des Albou Nimr (en) - dont 50 femmes et enfants - qui s'était rebellée contre eux,.
Le 2 novembre, le Canada frappe pour la première fois en Irak ; deux CF-18 bombardent de l'équipement de construction appartenant aux djihadistes près de Falloujah,.

### Prise de Ramadi par l'État islamique (de novembre 2014 à mai 2015)
Le 21 novembre, l'État islamique lance une importante offensive sur Ramadi, qui est attaquée de tous les côtés. Les djihadistes parviennent à entrer dans la ville par son côté est,. Rapidement, ils s'emparent de 30 % de la ville et progressent jusqu'au centre de la ville et les combats se poursuivent près du siège du gouvernement provincial. Le 23 novembre, la cour pénale centrale de Bagdad condamne à mort l'ancien député sunnite Ahmed al-Alwani (ar), dont l'arrestation controversée est à l'origine de la bataille de Ramadi. L'un des chefs de son clan, Omar Chihan al-Alwani, annonce que « la moitié » de ses hommes qui combattent « aux côtés du gouvernement » à Ramadi « se retireront » s'il est exécuté. Le soir du 26 novembre, un assaut des forces djihadistes sur le siège du gouvernement est repoussé par les troupes gouvernementales et les tribus loyalistes soutenus par l'aviation des coalisés qui effectue dix frappes. Le 29, les combats se poursuivent dans les quartiers Mouallimine et El-Bakr, et aux abords du quartier d'Al-Hoz, tenu par l'EI.
Le 1er décembre à l'aube, à l'extrême-ouest de la province, le poste-frontière d'Al-Walid (en) est attaqué par l'EI qui s'empare d'un stock d'armes et de véhicules, puis se retire. 16 gardes-frontières sont tués et quatre autres blessés, une vingtaine de djihadistes auraient également été tués selon des sources sécuritaires irakiennes,,.
Le 13 décembre, la ville d'al-Wafa, à 45 kilomètres à l'ouest de Ramadi, est conquise par les insurgés. Au moins 19 policiers sont tués, les survivants se replient vers un QG à l'extérieur de la place, et demeurent encerclés par les assaillants.
Un bras de fer oppose également le gouvernement irakien et les États-Unis qui exigent que les milices chiites soient retirées de la province d'al-Anbar, peuplée très majoritairement de sunnites. L'aviation américaine suspend ses frappes dans la province pendant trois jours. Le gouvernement irakien finit pas céder et les miliciens chiites se retirent le 13 avril 2015.
Début mai, les familles de miliciens sunnites anti-EI fuient la province et pour tenter de se réfugier à Bagdad, mais le gouvernement irakien refuse de les laisser entrer dans la capitale. Le 14 mai, Abou Bakr al-Baghdadi déclare dans un message audio que la « porte de la repentance est ouverte », il promet le pardon aux miliciens, militaires et policiers sunnites qui déposeront les armes et encourage les familles sunnites refoulées à Bagdad à revenir à Anbar. Ces déclarations semblent avoir eu un échos chez les combattants sunnites anti-EI, abandonnés par le gouvernement central et démoralisés,.
Le lendemain de ce message audio, l'État islamique reprend son offensive sur Ramadi. Le 15 mai, il s'empare du principal complexe gouvernemental de Ramadi, après avoir notamment engagé plus de six véhicules suicides, les djihadistes contrôlent alors presque toute la ville,,. Mal soutenues par le gouvernement irakien qui refuse de les armer, les milices sunnites anti-EI finissent par battre en retraite après de long mois de combats. Le 17 mai, la ville de Ramadi tombe entièrement aux mains de l'État islamique au terme d'affrontements très violents. Selon le porte-parole du gouverneur de la province d'al-Anbar, plus de 500 militaires et civils sont morts en 48 heures,. (Le bilan serait ensuite monté à au moins 800 morts). Plus de 55 000 civils fuient également la ville,.
La province d'al-Anbar est alors presque totalement tenue par l'État islamique. Les forces irakiennes ne contrôlent alors plus que les villes de Haditha et Aamriyat Falloujah, ainsi que les bases militaires de Habaniyeh et de Baghdadi.
Le 13 mars, après quatre attaques-suicides, l'EI s'empare du quartier général de la Brigade 26, près du lac Tharthar, au nord de Falloujah. Plus de 50 militaires irakiens sont capturés. En avril, le quartier-général du 4e régiment est attaqué à son tour par trois kamikazes. Puis la nuit du 24 au 25 avril, les djihadistes auraient partiellement réussi à en prendre le contrôle du barrage du lac Tharthar (ar). Selon l'agence Bloomberg, 127 soldats irakiens auraient été tués, dont le général Hassan Abbas Toufan, commandant de la 1re Division de l’armée irakienne.
Le comportement de l'armée irakienne est fortement critiqué le 24 mai par Ashton Carter, le secrétaire à la Défense des États-Unis, qui déclare que « Ce qui est arrivé apparemment c’est que les forces irakiennes n’ont pas montré de volonté de se battre. (...) Nous avons un problème avec la volonté des Irakiens de combattre l’EI et de se défendre ». Il précise que les soldats irakiens « n’étaient pas en nombre insuffisant, ils dépassaient largement en nombre les forces opposées, et ils ne sont pas parvenus à se battre. Ils se sont retirés de la zone ».

### Contre-offensive irakienne, reconquête de Ramadi et de Falloujah (de décembre 2015 à juin 2016)
Le gouvernement irakien annonce ensuite son intention de contre-attaquer et de reprendre la ville en engageant les milices chiites. Une stratégie décriée en raison des exactions des milices chiites qui nourrissent le conflit confessionnel,,. Le 20 mai, 10 000 hommes se concentrent dans le camp de Habaniyeh.
À l'est de Ramadi, la ligne de front se situe alors à Houssaiba Al-Charkiya. La nuit du 20 au 21 mai, les djihadistes tentent une attaque que l'armée irakienne repousse.
Le 23 mai, l'armée irakienne, les milices sunnites anti-EI et les milices chiites lancent une contre-offensive sur Ramadi. Elles avancent sur Houssayba, une localité située à sept kilomètres à l'est de la ville. 3 000 hommes des tribus sunnites et 2 000 hommes du Hezbollah seraient engagés dans les combats.
Le 26, l'armée lance une opération visant à isoler les forces de l'EI et à préparer l'offensive pour reprendre Ramadi. Elle est baptisée « À tes ordres Hussein », du nom d'un imam chiite,. Face aux critiques, elle est ensuite rebaptisée « À tes ordres ô Irak ».
Le 13 juillet, à l'aube, l'armée irakienne annonce le lancement des « opérations pour libérer Al-Anbar ». L'armée, les Hachd al-Chaabi, les forces spéciales, la police fédérale et des membres de tribus sunnites prennent part à l'offensive. Les forces gouvernementales s'emparent rapidement des villages d'Albou Chijel et Chiha, près de Khaldiya, entre Ramadi et Falloujah.
Le 24 août, quatre kamikazes de l'État islamique attaquent un quartier-général de l'armée irakienne à al-Jaraishi, au nord de Ramadi, faisant cinq morts dont deux généraux : Abdel Rahman Abou Raghif, commandant adjoint des opérations dans la province d'al-Anbar, et Safine Abdel Madjid, commandant de la 10e division.
Début octobre, les forces irakiennes soutenues par l'aviation américaine parviennent à progresser à l'ouest de Ramadi et à reprendre plusieurs localités, dont les villages de Zankura, Albu Jleib, al-Adnaniya, une partie d'Albu Richa et la zone appelée kilomètre 5 lors d'une opération mobilisant 2 000 hommes. Mais fin octobre et début novembre les pluies torrentielles freinent la progression des forces gouvernementales. Le 7 décembre, les forces irakiennes parviennent enfin à entrer dans la ville de Ramadi,.
Le 2 janvier 2016, l'État islamique attaque Haditha avec une quarantaine de véhicules blindés. Après trois jours de combats, les forces irakiennes parviennent à contenir les djihadistes au prix de 25 tués et plus de 50 blessés. L'EI progressent cependant du côté de Barwana et Haqlaniyah, en prenant le village de Sakrana et la zone d'Al-Chay.
Après la chute de Ramadi, les forces irakiennes se tournent vers Falloujah qui est encerclée vers janvier ou début février 2016,. À la mi-mars, l'armée irakienne lance l'assaut sur la ville de Hit, qui est reprise le 14 avril après plusieurs semaines de combats,. Le 6 mai, Abou Wahib, le chef de l'État islamique dans la province d'al-Anbar, est tué par une frappe aérienne de la coalition,. Le 16 mai 2016, l'armée irakienne lance une opération pour reprendre Routba, une ville isolée dans le désert au sud-ouest de la province. Elle entre dans la ville le 17 et la reprend entièrement le 19,,,. Cependant le 30 mai, l'EI fait une nouvelle incursion à Hit.

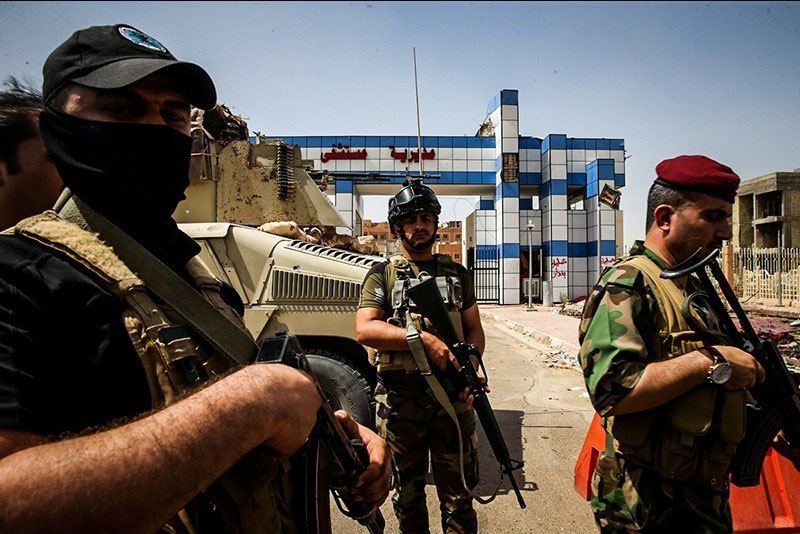
Des militaires irakiens des unités d'élite du contre-terrorisme (ICTF), à Falloujah, le 28 juin 2016.

Le 22 mai, plus de 30 000 soldats et miliciens irakiens appuyés par les avions de la coalition lancent l'assaut sur Falloujah, défendue par 1 000 à 4 000 djihadistes,,. Les combats les plus intenses ont d'abord lieu dans la localité de Saqlawiya (en), au nord de la ville, où les Hachd al-Chaabi exécutent au moins plusieurs dizaines de civils sunnites et en enlèvent plusieurs centaines d'autres,,. Finalement, l'armée irakienne entre dans Falloujah par le sud le 3 juin et Saqlawiya est prise le 4 juin,. Le 17 juin, l'armée irakienne fait une percée et atteint le centre de la ville,. Le 26 juin, Falloujah est entièrement reconquise,. Les combattants de l'État islamique se replient hors de la ville sur plusieurs centaines de véhicules avec des civils et des membres de leurs familles. Ils font une percée le 28 juin à Amriyat Al-Falloujah, mais un des convoi qui tente de remonter vers Mossoul se retrouve en terrain découvert, à la merci des avions de la coalition. Le convoi est pilonné pendant deux jours, des centaines de véhicules sont détruits et 250 à 440 hommes de l'État islamique sont tués ,. La bataille de Falloujah n'a duré qu'un mois, mais les combats ont été très meurtriers. Les forces irakiennes déplorent plus de 4 000 soldats et miliciens tués ou blessés et selon l'armée, les djihadistes ont laissé 2 500 morts,.

### Offensive sur al-Qaïm (d'octobre à décembre 2017)
Après la chute de Falloujah, l'État islamique ne contrôle plus qu'une poche dans la province d'al-Anbar, comprenant principalement les villes d'Al-Qaïm, Rawa et Anah, sur les rives de l'Euphrate, près de la frontière avec la Syrie.
Fin 2016 et début 2017, l'armée irakienne concentrant ses efforts dans la bataille de Mossoul, les opérations à al-Anbar connaissent alors une pause. Après la prise de Mossoul en juillet 2017, puis celle de Tall Afar en août, les djihadistes ne tiennent plus que deux poches en Irak : celle d'al-Qaïm et celle de Hawija.
Le 16 septembre 2017, l'armée irakienne lance une offensive dans l'ouest de la province d'al-Anbar et s'empare le premier jour d'Akashat, une ville située au sud-ouest d'al-Qaïm, dans le désert près de la frontière avec la Syrie,.
L'armée irakienne attaque ensuite depuis l'est, en longeant l'Euphrate : le 19 septembre, elle reprend la localité de Rayhana ; puis le 21 septembre, elle s'empare de la ville d'Anah,,. Elles passent ensuite des jours à désamorcer plus d'un millier de mines et d'engins explosifs dans les environs.
Le 26 octobre, le premier ministre Haïder al-Abadi annonce le début de l'offensive contre les dernières villes tenues par l'État islamique dans la région d'al-Anbar : al-Qaïm et Rawa. Le 3 novembre, les forces armées gouvernementales entrent dans la ville d'al-Qaïm par le sud et s'en emparent le jour même, ainsi que son poste-frontière avec la Syrie. Rawa, située à l'est d'al-Qaïm, est la dernière ville contrôlée en Irak par l'État islamique ; elle est finalement reprise sans grande résistance le 17 novembre. L'État islamique perd alors la dernière ville qu'il contrôlait en Irak ; les derniers djihadistes se replient alors dans le désert d'al-Anbar, ratissé par l'armée irakienne et les milices sunnites. Les combats se poursuivent jusqu'au 9 décembre 2017, date à laquelle la frontière irako-syrienne est reprise en totalité par l'armée irakienne.

## Aides étrangères au gouvernement irakien
Tous deux alliés de l'Irak, les États-Unis et l'Iran réagissent également. Les Américains affirment suivre de très près l'évolution de la situation à Falloujah, mais le secrétaire d'État John Kerry déclare que l'armée américaine n'interviendra pas. Cependant le Pentagone décide d'accélérer la livraison à l'Irak d'une centaine de missiles AGM-114 Hellfire et d'une dizaine de drones d'observation Scan Eagle. De son côté, l'Iran propose son aide à l'Irak, le général Hedjazi déclare que « si les Irakiens en font la demande, nous leur fournirons des équipements et des conseils. »
Le 3 janvier 2014, l'Irak reçoit 13 hélicoptères Mi-28NE « Chasseurs de la Nuit » achetés à la Russie. Selon l'accord commercial, une trentaine d'autres hélicoptères doivent être livrés par la suite, dont des Mil Mi-35.
Le 24 janvier 2014, le Pentagone notifie le Congrès américain d'un projet de vente à l'Irak de 24 hélicoptères AH-64 Apache et de 480 missiles AGM-114 Hellfire.

## Les pertes
Le 31 janvier 2014, un communiqué des ministères de la santé (en), de la défense et de l'intérieur déclare que les affrontements de janvier dans l'ensemble de l'Irak ont fait 795 morts et 1 633 blessés pour les civils, 122 morts et 238 blessés du côté des militaires et 96 policiers tués et 153 blessés.
Selon les hôpitaux et les centres médicaux de la province d'al-Anbar, 125 corps et 541 blessés ont été comptabilisés entre le 30 décembre 2013 et le 25 janvier 2014, tant civils que militaires, dont 72 morts et 305 blessés pour l'hôpital de Falloujah.
Le 1er février 2014, selon un rapport de la mission des Nations unies en Irak (en), il est impossible d'établir une comptabilité des victimes dans la province d'al-Anbâr. Selon ce rapport, 618 civils et 115 soldats et policiers irakiens ont été tués en janvier dans le reste de l'Irak, 1 229 personnes ont également été blessées.
Iraq Body Count affirme de son côté avoir recensé 1 076 civils tués en janvier 2014 dans l'ensemble de l'Irak.
Selon les chiffres de l'AFP, basés sur des sources médicales et de sécurité, les attentats et les combats ont fait au moins 744 morts en Irak pour le mois de février 2014. Pour le gouvernement irakien, le bilan est de 790 civils et membres des forces de l'ordre tués.
Début mai 2014, Ali Hatem al-Doulaimi, un des chefs de tribus rebelles, déclare que les combats ont fait 2 000 morts et beaucoup de blessés. Selon la journaliste Angélique Ferat, l'armée irakienne aurait perdu 1 000 hommes lors des affrontements.

### Vidéographies
- [vidéo] Extraits vidéos des combats à Falloujah par l'armée irakienne et par les rebelles
- [vidéo] Under Siege in Ramadi, reportage de Vice news.

### Analyses
- Orient XXI : Al-Qaida contrôle-t-il Fallouja ?, par Feurat Alani.
- (fr) [vidéo] France 24 : Falloujah : là où tout a commencé pour l'EI, par Wassim Nasr.
- (fr) [vidéo] France 24 : L'EI continue de progresser dans la province irakienne d'Anbar, par Wassim Nasr.
- (fr) [vidéo] France 24 : La prise de Ramadi par l’État islamique (EI), est-ce vraiment une surprise ? - IRAK, par Wassim Nasr.
- (fr) [vidéo] France 24 : Irak : la reprise de Ramadi aux jihadistes de l’EI va-t-elle être facile ?, par Wassim Nasr.